# Frozenbyte
Frozenbyte – fińska firma produkująca niezależne gry komputerowe założona w 2001 roku z siedzibą w Helsinkach. Studio liczy około 20 osób.
Pierwszym produktem studia była wydana w 2005 roku gra Shadowgrounds na system Microsoft Windows, która w 2007 roku doczekała się kontynuacji o nazwie Shadowgrounds Survivor. W 2009 roku firma IGIOS stworzyła porty gier Shadowgrounds i Shadowgrounds Survivor na Linuksa, które zostały wydane przez Linux Game Publishing. Największym sukcesem studia jest seria Trine, która składa się z czterech części wydanych w latach 2009, 2011, 2015 i 2019.
12 kwietnia 2011 roku rozpoczęła się sprzedaż pakietu Humble Frozenbyte Bundle, który zawierał pięć gier studia Frozenbyte, w tym Trine, Shadowgrounds i Shadowgrounds Survivor w wersjach na platformy Microsoft Windows, OS X i Linux. Zawierał także działającą wersję oraz kod źródłowy nieukończonej gry Jack Claw oraz pre-order nadchodzącej gry Splot.
6 września 2012 roku studio wydało zawartość do pobrania do gry Trine 2 o nazwie Goblin Menace, a w listopadzie 2012 roku port gry Trine 2 na konsolę Wii U o nazwie Trine 2: Director's Cut zawierający podstawową grę z dodatkiem. W październiku 2014 roku studio poinformowało, że seria Trine na wszystkich platformach sprzedała się w ponad 7 milionach egzemplarzy. 23 października 2014 roku Frozenbyte wydało grę platformową Splot.
20 sierpnia 2015 wydano grę Trine 3: The Artifacts of Power, w której nowym motywem jest możliwość sterowania postacią w trzech wymiarach.

## Lista gier komputerowych

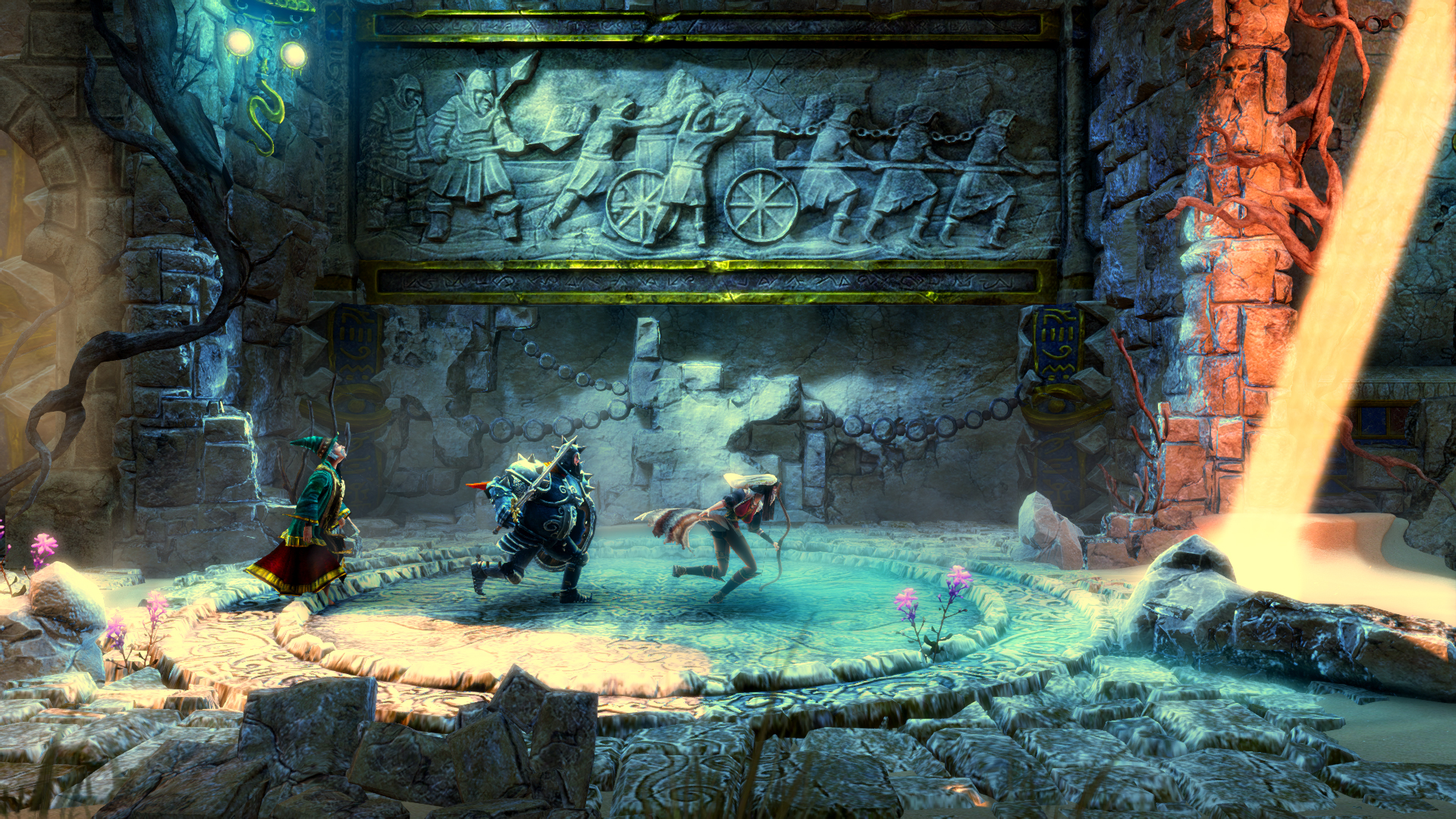
Zrzut ekranu z gry Trine 2.

| Rok  | Tytuł                           | Platformy                                              |
| 2005 | Shadowgrounds                   | Linux, Mac OS, Windows                                 |
| 2007 | Shadowgrounds Survivor          | Linux, Mac OS, Windows                                 |
| 2009 | Trine                           | Linux, Mac OS, Windows, PS3                            |
| 2011 | Trine 2                         | Linux, Mac OS, Windows, PS3, X360, Wii U, Android, PS4 |
| 2014 | Splot                           | iOS, Windows                                           |
| 2015 | Trine 3: The Artifacts of Power | Windows, Mac OS, Linux, PlayStation 4, Nintendo Switch |
| 2019 | Trine 4: The Nightmare Prince   | Windows, PlayStation 4, Xbox One, Nintendo Switch      |
| 2020 | Starbase                        | Windows                                                |